# Zacharias Blad
Zacharias Immanuel Salomo Blad, född 4 april 1990 i Stockholm, är en svensk sångare, låtskrivare och dansare. Han är uppvuxen i en stor familj med sju syskon. Han är bland annat bror till Tehilla Blad. År 2008 gick syskonen (BBx8) till semifinal i Talang på TV4.
2013 debuterade Blad med singlarna "Jag är gay" och "Stockholm" och blev omskriven som "gatumusikern som fick skivkontrakt". Låtarna finns också med i debutalbumet Zacharias Blad som släpptes den 30 april 2014. Albumet är producerat av Mattias Boström och Björn Yttling och är utgivet av Sony Music.
Blad är utbildad dansare vid Kungliga Svenska Balettskolan och har bland annat medverkat i musikalen West Side Story på Göteborgsoperan 2011/2012
Familjen Blad var även med i kanal 5:s realityprogram Sveriges Skönaste Familjer.
Han var även rösten till Lillebror i den tecknade versionen av Karlsson på taket.